# Paul Pützhofen-Hambüchen
Paul Pützhofen-Hambüchen (* 1879 in Krefeld; † 29. Dezember 1933 in Bad Godesberg) war ein deutscher Landschaftsmaler der Düsseldorfer Schule.

## Leben

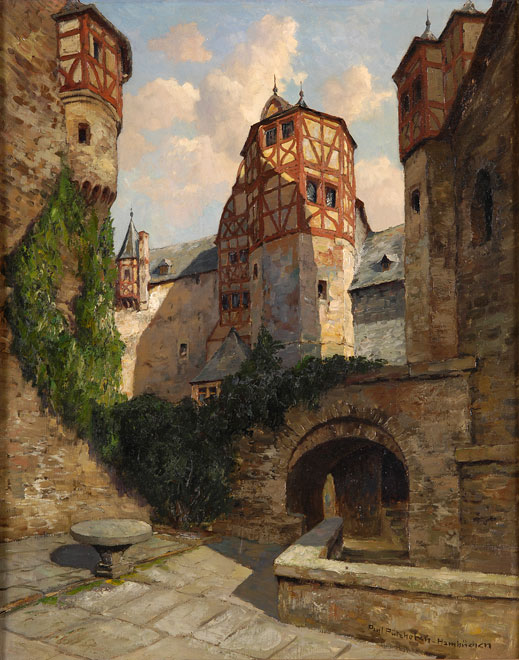
Burg Eltz, Öl auf Leinwand

Paul Pützhofen-Hambüchen war ein Vetter des Landschaftsmalers Heinrich Pützhofen-Esters (1879–1957). Seine Mutter, eine Tante Heinrich Pützhofen-Esters’, war in die bekannte Künstlerfamilie Hambüchen (Wilhelm Hambüchen, Georg Hambüchen) eingeheiratet. Über Paul Pützhofen-Hambüchens schulischen und künstlerischen Werdegang ist wenig bekannt. Als freier Landschaftsmaler lebte er zunächst in Düsseldorf, später in Bad Godesberg, wo er 1921 mit  Karl Alfred Müller, Walther Rath, Alex Vogel und Louis Ziercke sowie Erich von den Driesch, Ernestine Rockstroh-Langer, Friedrich Koenen und Albert Wiegand zum Kreis des Godesberger Künstlerbundes gehörte.
Pützhofen-Hambüchen schuf Landschaften mit Ansichten aus Mittelgebirgen, vom Rhein, von der Ahr und von der Mosel sowie von der niederländischen und Ostseeküste. Bekannt wurde er insbesondere als „Eifelmaler“. Werke finden sich im Eifelmuseum Blankenheim und im Eifelmuseum Genovevaburg.